# Andrea Pininfarina
Pour les articles homonymes, voir Farina.
Andrea Pininfarina, né le 26 juin 1957 à Turin, et mort le 7 août 2008 à Cambiano, était un ingénieur et manager italien, ancien PDG du carrossier italien Pininfarina, fondé par son grand-père Gian-Battista Pinin Farina en 1930 et toujours contrôlé par la famille. Il était le fils de Sergio Pininfarina et était marié à l'aristocrate italienne Cristina Maddalena Pellion di Persano avec qui il a eu trois enfants, Benedetta, Sergio et Luca.

## Biographie
En 1981, Andrea Pininfarina est diplômé de l'École polytechnique de Turin en tant qu'ingénieur en mécanique. En 1982, il est employé par la société Fruehauf aux États-Unis. En 1983, il rejoint l'entreprise familiale en tant que Program Manager du projet Cadillac Allanté,. En 1987, il est promu co-directeur général de l'entreprise, et en 1988, il devient directeur général.
En 1994, Andrea Pininfarina est de nouveau promu au poste de directeur général. En 2001, il assume la responsabilité de directeur général. En 2004, il est désigné par Businessweek comme l'une des « 25 étoiles d'Europe », dans la catégorie dédiée aux innovateurs. En 2005, il reçoit le prix Eurostar 2005 de The Automotive News Europe, décerné aux “top managers qui se sont particulièrement distingués dans les secteurs d'activité couverts par leurs constructeurs automobiles respectifs”.
Andrea Pininfarina occupe brièvement le poste de vice-président du lobby industriel italien Confindustria avant sa mort en 2008.

## Mort accidentelle
Andrea Pininfarina meurt alors qu'il conduisait un scooter Vespa près du siège de la société à Cambiano près de Turin, en Italie, le matin du 7 août 2008. Selon la police, une voiture conduite par un homme de 78 ans a manœuvré depuis une rue latérale autour d'un camion garé et s'est arrêtée directement devant Pininfarina. Les conditions météorologiques au moment de l'accident étaient très brumeuses.